# 煙緋
煙緋是米哈遊開發電子遊戲《原神》中的虛構角色，角色於遊戲2021年更新的1.5版本中登場。煙緋是遊戲中虛構國家璃月的律師，人類與仙獸的混血兒。煙緋的中文配音為苏子芜，日文配音為花守由美里，韓文配音為赵京洢，英文配音為莉琪·費里曼。

## 創作及設計
與《原神》在新角色推出前會在既有任務中讓新角色露面或者有其他角色提及的慣常做法不同，煙緋在正式上線前完全沒有在遊戲中出現或提及過。2021年4月22日，米哈遊公佈了煙緋的角色演示視頻，視頻中透露了煙緋是璃月當地的頂尖法律專家，她對律法的看法是「法律即是約束，也是工具」，她和甘雨一樣是有仙獸的血脈，同時米哈遊在Twitter上公佈了煙緋的性格信息。在製作組的設定中，煙緋是一個火元素的法師，攻擊方式擁有一套獨特的「丹火印」機制，在使用普通攻擊或元素戰技時，能累積「丹火印」以減少角色的體力消耗，方便角色更頻繁使用重擊，重擊時出現的印章中刻有類篆書的「福祿壽喜」四字。博學強記的煙緋由於法務委託遍佈璃月各地，四處遊歷讓她通曉當地風土人情，這能讓她在冒險期間給旅行者（玩家）指出璃月地區的特產位置。煙緋在遊戲的登場劇情和遊戲「塵歌壺」系統相結合，玩家在完成主線劇情第一章·第三幕「迫近的客星」後就會觸發關於塵歌壺的劇情，煙緋在「翠石砌玉壺・其一」劇情中幫忙玩家完成塵歌壺的製作。劇情和一些法律糾紛有關，期間玩家能了解到煙緋的日常事務和處事方式。在人物關係方面，煙緋和同一版本更新中推出的另一個角色優菈相互認識，兩人有著隱秘的關係。
煙緋的英文配音是莉琪·費里曼，費里曼過去曾為《原神》中的角色托克配音。日文配音是花守由美里，她認為煙緋的仙獸血脈特點十分突出，煙緋是少有選擇主動融入人類社會的仙獸，煙緋作為一個律師，她的聲音應該是沉著而伶俐，同時也有少女的可愛乖巧一面，花守是帶有「絕對不能讓她成為敵人」的想法去聲演煙緋這個角色。

## 作品中表現

### 角色故事
煙緋的父親是仙獸，母親是普通的人類商人，她降生在和平年代，並沒有與岩王帝君定下契約，只是與父母相約「要快樂地生活」。沒有承擔仙家責任的煙緋，選擇成為璃月的律法咨詢師，並且在璃月當地頗有名氣，她通曉法典條文，又懂得權衡情理，以這種獨特的方式守衛璃月港的「秩序」。

### 角色玩法
《原神》1.5版本「玉扉繞塵歌」更新之後，玩家可以在遊戲中透過祈願的方式讓煙緋加入隊伍，又或者在2022年1月25日開始的遊戲活動「海燈節」中達成某些條件直接邀約煙緋加入隊伍。煙緋在遊戲中定位是進攻型角色，以獨特的「丹火印」機制進行較高的傷害輸出，配合隊友的技能，透過遊戲中元素反應機制，還能進一步提高角色傷害輸出。

## 反響及評價
在角色設定方面，角色的日文配音與其它語種的配音風格不同曾引起玩家間的抱怨，其它語種的配音風格為活力與可愛，更具有少女感，而日版的風格更為成熟，具有御姊氣場。部分日語地區和中國大陸地區玩家都對花守由美里的配音演出提出質疑，認為成熟的聲線不符合煙緋的角色定位，花守由美里面對質疑在Twitter上發文解釋，選擇這種風格是她對角色設定的理解，她認為少女的風格無法詮釋煙緋，成熟的風格更合適身為律師的「老練」煙緋。Siliconera的編輯指出煙緋的登場劇情故事和過去《原神》很多角色劇情、任務設計架構不同，不是訪問數個地點、與一批敵人戰鬥、還有限時挑戰或打頭目，而是調查探索、詢問專家、收集證據和與當事人對質辯論。認為這種演出是比較好的介紹角色方式，值得推廣。
在角色玩法方面，3DM的編輯森林認為煙緋是一個「極其極端的角色」，角色所有技能和天賦都是提高重擊的傷害，算上所有的加成煙緋是「目前重击倍率最高的」角色。VG247的編輯認為角色是遊戲四星角色中攻擊力較高的角色，同時完全沒有成為輔助型角色的潛力。Rock, Paper, Shotgun的編輯認為煙緋和遊戲中另一個火元素使用法器的角色可莉相比毫不遜色，雖然可莉整體實力都超過煙緋，但是煙緋相較可莉更容易入手，而且她也擁有一個理想的隊伍組合，和行秋配合就有不俗的戰力。漫畫書資源網的評論員認為煙緋在正確培養後，能成為優秀的進攻輔助，角色在沒有命座增益時就很強大，角色每獲得一個命座都會變得更強。

## 外部連結
- bilibili上的《原神》全新角色演示-「烟绯：百法通明」
- bilibili上的《原神》拾枝杂谈-「烟绯：律火灼灼」